# Carl David Bouché
Carl David Bouché (Berlino, 4 giugno 1809 – Berlino, 27 settembre 1881) è stato un botanico tedesco.
Lavorò come direttore tecnico del Orto botanico di Berlino 1843-1881.
Bouché descrisse 107 specie di piante.
Bouché aveva una famiglia composta da botanici e giardinieri. Suo nonno, Jean David Bouché (1747-1819), era un vivaista di origine francese. Suo zio, Peter Friedrich Bouché (1785-1856), e il padre Peter Karl Bouché (1783-1856) anche loro facero la stessa attività del nonno.